# Självpollinering

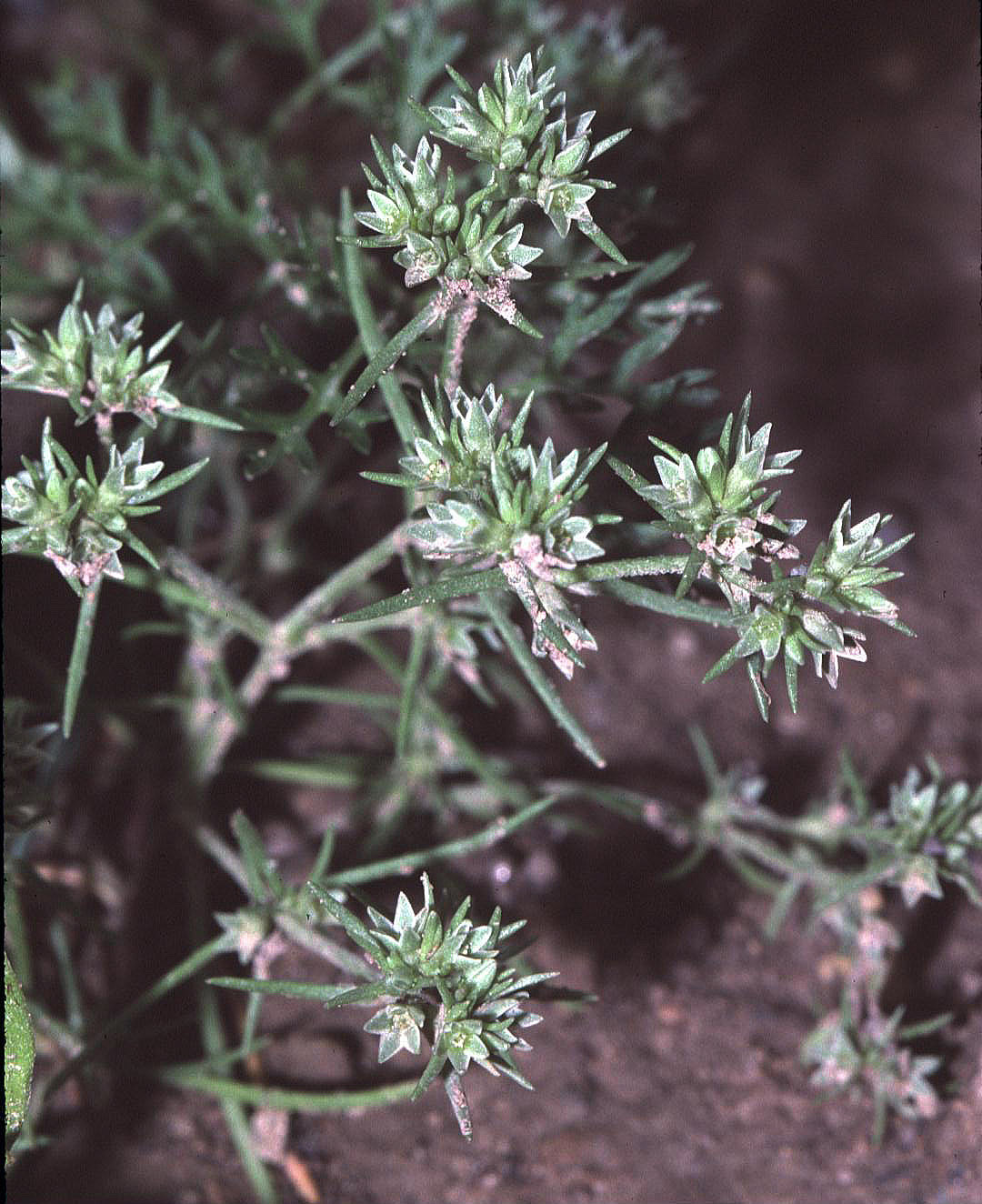
Grönknavel har självpollinerande blommor.

Självpollinering är pollinering som sker när pollenkorn fastnar på pistillens märke i samma blomma som de kom ifrån. Om befruktning sker kallas det självbefruktning. Vid självbefruktning får avkomman anlag som är en omkombination av föräldraplantans anlag. Den genetiska variationen hos avkomman blir därför mindre än om den hade uppstått genom korspollinering. Risken för inavel ökar, varför det hos många växter finns hinder för att minimera självpollinering och underlätta korspollinering. Ungefär 20 % av alla blomväxter är självbefruktare, och många av dem är så pass anpassade till detta att de har blommor som aldrig öppnar sig. Självbefruktande arter är ofta nyligen uppkomna ur korsbefruktande förfäder. Trots risken för inavel och bristande variation har självpollinering fördelar. Risken att inte bli pollinerad försvinner, och avkomman kommer att likna föräldern och därför trivas i samma biotop som föräldern. Några arter som ägnar sig åt ständig självpollinering och -befruktning är smålånke, knytling och grönknavel varför dessa saknar blommor som slår ut. Vissa arter ägnar sig åt självpollinering ifall korspollinering uteblir, som reservmetod.
Några drag som tyder på att en växt är en ständig självbefruktare:
- Ståndare och pistiller är placerade nära varandra eller hopväxta.
- Slutna blommor som aldrig slår ut (kleistogami).
- Pollenkornen är få i förhållande till antalet fröämnen.